# Тімлін Едуард Леонідович
Едуард Леонідович Тімлін (* 22 серпня 1938, Київ, Українська РСР) — радянський, український кінооператор, сценарист. Заслужений діяч мистецтв України (1995), член Спілки кінематографістів України, член Гільдії кінооператорів України.

## Біографія
Народився у Києві, в родині службовця.  
У 1963 році закінчив операторський факультет Всесоюзного державного інституту кінематографії, де навчався на кінооператорському факультеті. 
З 1964 р. — оператор «Укркінохроніки».
Знявся у фільмі Р. Балаяна «Бережи мене, мій талісмане» (1986).
Член Національної Спілки кінематографістів України.
Оператор-постановник вищої категорії.

## Викладацька діяльність
Едуард Тімлін поєднує свою практичну роботу оператора-постановника з педагогічною діяльністю у вищих учбових закладах по підготовці майбутніх операторів кіно та телебачення.
Завідувач кафедри операторської майстерності факультету кіно і телебачення Київського національного університету культури і мистецтв.
Доцент, викладач, майстер курсу (художній керівник) секції операторської майстерності кафедри кіно-, телемистецтва факультету мистецтв Київського університету культури.

## Фільмографія
Зняв документальні стрічки:
- «Доброго плавання, дельфін» (1964)
- «Двоє з мартену» (1964)
- «Запорожець на Олімпі» (1965)
- «Освідчення в любові» (1966)
- «Тільки для дорослих» (1966)
- «Київський етюд» (1966, режисер-оператор)
- «Обговоренню підлягає» (1966)
- «Василь Порик» (1967)
- «Канал» (1967)
- «Мандрівка по Узбекистану» (1967)
- «Ташкент, землетрус» (1967, «Узбекфільм»)
- «Параска Біда та добрії люди» (1967, Диплом зонального огляду, Київ, 1968)
- «Степан Шкурат» (1968)
- «Колгосп „Дружба народів“» (1971, Срібна медаль IV Всесоюзного кінофестивалю сільськогосподарських фільмів, Кишинів, 1972)
- «Через 25 років» (1971)
- «КСП» (1972)
- «Керч» (1972, Срібна медаль Всесоюзного кінофестивалю «Кіномарина», Одеса, 1973)
- «Виконроб» (1973)
- «Вогні Придніпров'я» (1976, у співавт. з І. Бабушкіним та В. Кріпченком, реж. В. Шкурин. Диплом за найкращу операторську роботу X Всесоюзного кінофестивалю, Рига, 1977)
- «Диво волинського лісу» (1981, Диплом журі за операторську роботу Всеросійського конкурсу документальних і науково-популярних фільмів, Воронеж, 1981)
- «Поки ще живемо» (1991, Приз «Європа» МКФ екологічних фільмів, Полізо, Франція, 1992; співавт. сцен.)
- «Вірменська церква» (1992, співавт. сцен. з реж. фільму Р. Нахмановичем)
- «Віктор Некрасов. На свободі і вдома...» (1991, два фільми, реж. Р. Нахманович)
- «Шампанське по-київськи»
- «Україна сьогодні» (1996)
- «Десять років відчуження»
- «Зона тривоги нашої»
- «Чоловічий костюм і твій імідж»
- «Чорнобиль — роки і долі» (1996)
- «Та ніхто другий» (2002)
- «Дисиденти» (2007, 7 с., у співавт. з А. Химичем)
- «Непрощені. Симон Петлюра. Нестор Махно. Павло Скоропадський» (2007, 3 с., у співавт. з А. Химичем i І. Івановим)
- «Євгеній Деслав. Фантастична подорож» (2007, у співавт. з А. Химичем i В. Філіпповим) та ін.

В документальному циклі «Обрані часом»:
- «Кому повідаю печаль мою?» (1999, про В. Винниченка)
- «…від Булгакова» (1999, про М. Булгакова)
- «Честь і дяка» (1999, про видатних діячів культури — родину Колесса)
- «Брати Кричевські. Повернення» (1999, фільм про українських художників Василя та Федора Кричевських)
- «Богові і людям» (2000, фільм про Львівського митрополита А. Шептицького)
- «Патріарх. Життя Йосифа Сліпого» (2002, у співавт. з А. Химичем)
- «Бойчук і бойчукізм» (2003, про українського художника М. Бойчука)
- «Ты помнишь наши встречи?..» (2003, про К. Шульженко)
- «В пазурах часу. Життя і творчість поета М. Бажана» (2003)
- «Володимир Щербицький. На перехресті думок і поглядів» (2003)
- «Звичайний геній» (2003, про С. Прокоф’єва)
- «Леонід Кравчук. Обрання долі» (2003)
- «Сергій Бондарчук. Батьківщина» (2004)
- «Дві сім'ї» (2004, Тобілевичі і Тарковські)
- «Дарую Вам свято» (2004, про Б. Шарварка)
- «Мій ніжний Мефістофель» (2005, про Д. Мілютенка)
- «Своє вікно» (2005, про Т. Яблонську)

Зняв художні стрічки:
- «Ненависть» (1977, Одеська кіностудія, реж. С. Гаспаров)
- «Продається ведмежа шкура» (1980, т/ф, у співавт. з О. Ітигіловим; Київська кіностудія ім. О. П. Довженка, реж. О. Ітигілов)
- «За два кроки від „Раю“» (1984, Одеська кіностудія, реж. Т. Золоєв)
- «Нові пригоди янкі при дворі короля Артура» (1988, у співавт. з О. Яновським; Київська кіностудія ім. О. П. Довженка, реж. В. Гресь)
- «Бич Божий» (1988, у співавт. з О. Золотарьовим; Київська кіностудія ім. О. П. Довженка, реж. О. Фіалко)
- «Таємниця Чингісхана» (2002, у співавт. з В. Анісімовим; Київська кіностудія ім. О. П. Довженка, реж. В. Савельєв)
- «Шум вітру» (2002, у співавт. з Б. Вержбицьким; Київська кіностудія ім. О. П. Довженка, реж. С. Маслобойщиков)
- «Богдан-Зиновій Хмельницький» (2006, 2-й оператор у співавт.)
- «Прикольна казка» (2008, Україна—Естонія, реж. Р. Ширман)